# Große Synagoge (Sydney)

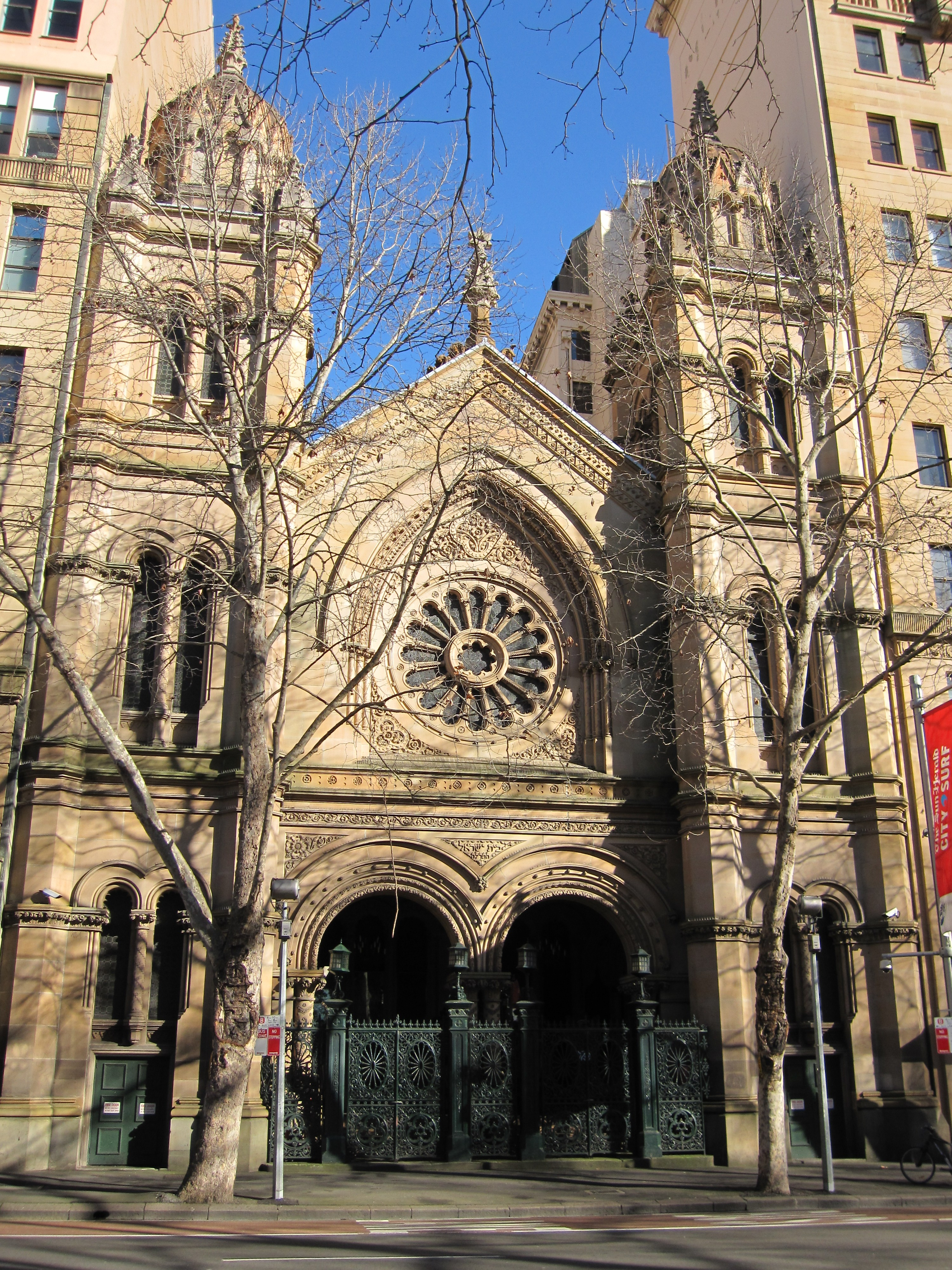
Große Synagoge in Sydney

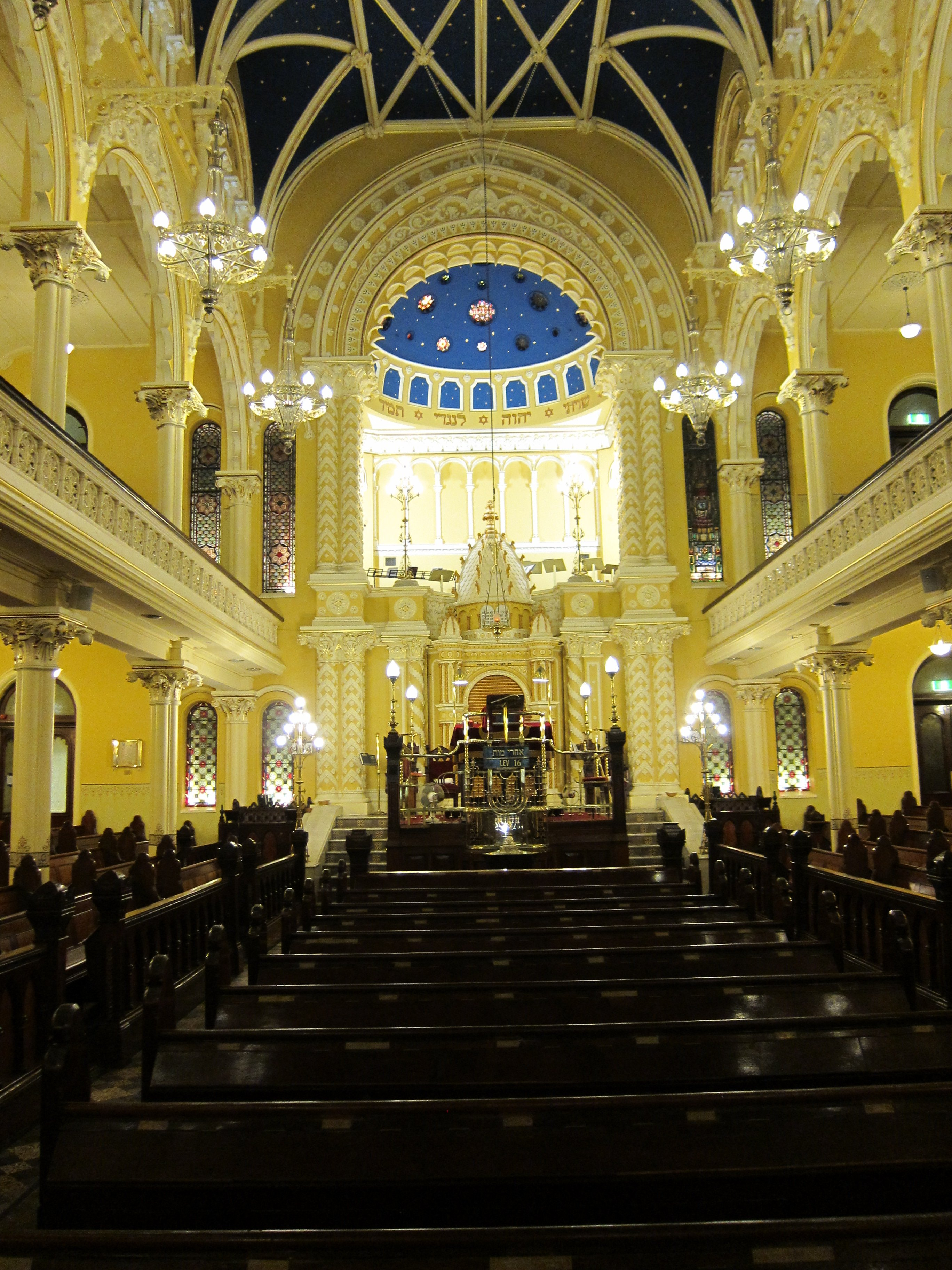
Innenansicht mit Bima und dahinter der Toraschrein

Die Große Synagoge in Sydney, der Hauptstadt des australischen Bundesstaates New South Wales, wurde von 1875 bis 1878 errichtet. Die Synagoge mit der Adresse 187a Elizabeth Street ist ein geschütztes Baudenkmal.
Die Synagoge im Stil des Historismus, einer Mischung aus gotischen und byzantinischen Stilelementen, wurde nach Plänen des Architekten Thomas Rowe erbaut. Die Einweihung fand am 4. März 1878 statt. Das Bauwerk für die orthodoxe Gemeinde wurde aus Sandstein der Region errichtet.
Die Bima, die nach orthodoxer Tradition ursprünglich in der Mitte des Raumes stand, wurde 1906 versetzt, um weitere Sitzplätze schaffen zu können. Die Frauenemporen befinden sich an den Längsseiten.